# Ovidiu, Cetatea Albă
Ovidiu (în ucraineană Авидівка, transliterat: Avîdivka) este un sat în comuna Adamești din raionul Cetatea Albă, regiunea Odesa, Ucraina.

## Demografie
Componența lingvistică a localității Ovidiu
     Ucraineană (96,49%)
     Rusă (2,63%)
     Alte limbi (0,44%)
Conform recensământului din 2001, majoritatea populației localității Ovidiu era vorbitoare de ucraineană (96,49%), existând în minoritate și vorbitori de rusă (2,63%).